# Bolgár Dániel (zenész)
Bolgár Dániel (Budapest, 1982) magyar marimbás, ütőhangszerművész, zenepedagógus, illetve mastering (audio utómunkálatok) hangmérnök.

## Életpályája
Bolgár Dániel az első marimbaművész Magyarországon, aki hivatalosan marimba diplomával rendelkezik az ütőhangszerművész diplomája mellett (Master of Performance).  Tanulmányait 2012-ben fejezte be Londonban, a Royal College of Musicon, illetve 2015-ben a Liszt Ferenc Zeneakadémián Budapesten (kiváló ütőhangszerművész-tanár MA). Londonon kívül New Jersey-ben, Bécsben, Linzben és Antwerpenben is tanult. Számos fesztiválon és versenyen vett részt, szólistaként és kamarazenészként adott koncerteket.
Bár elsősorban klasszikus zenét játszik, több műfajban kipróbálta már magát (rock/pop, hybrid jazz/világzene) ütőhangszeres–dobosként is, különböző formációkkal lépett fel. 
A zene mellett Bachelor diplomáját politikatudomány–kommunikációból szerezte a McDaniel College Budapest-en.
Dániel 2007 óta zenél együtt feleségével, Markovich Mónikával a Duo Modarp (hárfa-marimba) formációban. 
2018 óta a Premier Players formációban is közreműködött, amivel lemezük is megjelent 2019-ben.
Az utóbbi években nagy hangsúlyt fektet az oktatási tevékenységre – megalapította saját zeneiskoláját is Budapesten, a Premier Zenei Intézet / Premer Music Institute-ot -, illetve mastering munkálatokat is végez sajt stúdiójában dBmastering néven.